# HD 30122
HD 30122，又名BD+23 739，SAO 76737、HR 1512，是一颗恒星，视星等为6.35，位于銀經176.62，銀緯-14.03，其B1900.0坐标为赤經4h 39m 40.1s，赤緯+23° -14.03′ 39″。